# Élections législatives mauriciennes de 2019
Vous lisez un « bon article » labellisé en 2020.
Les élections législatives mauriciennes de 2019 ont lieu le 7 novembre 2019 afin de renouveler les députés de l'Assemblée nationale de Maurice au terme de leur mandat.
Pour la première fois depuis les élections ayant suivi l'indépendance, les électeurs ne sont pas confrontés à un choix principalement bipartisan, les différents partis politiques du pays se présentant cette fois-ci en trois formations distinctes. Cette situation est jugée susceptible de conduire à un parlement minoritaire nécessitant la formation d'un gouvernement de coalition dans un pays dont l'organisation politique est fortement inspirée du système de Westminster. La campagne est également marquée par la remise en cause d'une partie du fonctionnement de son système électoral, appelé communaliste, avant que la Cour suprême ne juge inconstitutionnel son assouplissement, ainsi que par la façon jugée « dynastique » dont le Premier ministre Pravind Jugnauth est auparavant arrivé au pouvoir, en succédant à son père Anerood Jugnauth.
Le scrutin est finalement remporté par l'Alliance morisien menée par Pravind Jugnauth, qui est reconduit dans ses fonctions de Premier ministre.

## Contexte
Les dernières élections législatives en 2014 donnent lieu à une alternance, le scrutin étant remporté par la coalition tripartite réunissant le Mouvement socialiste militant (MSM), le Parti mauricien social-démocrate (PMSD) et le Muvman Liberater (ML) sous le nom d'Alliance Lepep (Le peuple, en créole). Celle-ci porte Anerood Jugnauth (MSM) au poste de Premier ministre.
Le 23 janvier 2017, il se retire de la vie politique et est remplacé par son fils Pravind Jugnauth, alors ministre des Finances.
La même année, le PMSD quitte le gouvernement et rejoint le Parti travailliste (Ptr), dans l'opposition, pour former l'Alliance nationale. En parallèle, le Mouvement militant mauricien (MMM) met fin à son alliance avec le Ptr. Le gouvernement sortant renouvelle son alliance entre le MSM et le ML, sous le nom d'Alliance Morisien,.

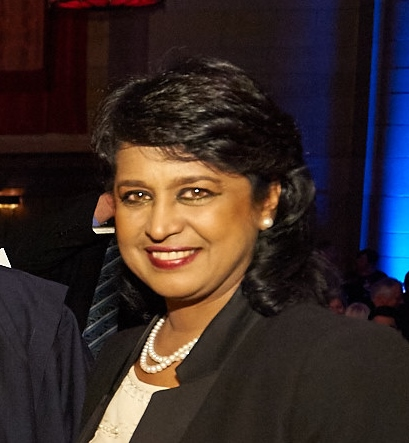
Ameenah Gurib-Fakim.

En mars 2018, le quotidien L'Express publie des documents bancaires démontrant que la présidente indépendante Ameenah Gurib-Fakim a utilisé à des fins personnelles une carte bancaire qui lui avait été remise par Planet Earth Institute, une ONG dont le président, le milliardaire angolais Álvaro Sobrinho, est poursuivi au Portugal et en Suisse pour détournement de fonds. Élue en 2015 par le Parlement, Gurib-Fakim, une biologiste de renommée internationale, est la première femme a occuper la présidence mauricienne, une fonction largement honorifique.
Le 9 mars, le Premier ministre Pravind Jugnauth annonce à la presse que la présidente Gurib-Fakim démissionnera de ses fonctions peu après les célébrations du 50e anniversaire de l'indépendance du 12 mars et avant la rentrée parlementaire, fixée à la fin du mois. Toutefois, le 14 mars, la cheffe de l'État annonce rester à son poste, rejetant en bloc toutes les accusations à son encontre et s'affirmant déterminée à se défendre devant la justice. Elle affirme ainsi ne s'être servie de la carte bancaire que par inadvertance, et avoir remboursé l'intégralité des 27 000 euros dépensés. Ses déclarations ne suffisent pas à éteindre la polémique, qui prend rapidement la tournure d'un scandale d'État. Gurib-Fakim finit par présenter sa démission le 17 mars avec effet pour le 23, laissant ainsi sa place à son vice-président, Barlen Vyapoory, membre du MSM, qui assure l'intérim.

## Système électoral
Le parlement monocaméral de Maurice, l'Assemblée nationale, est doté d'un maximum de 70 sièges renouvelés tous les cinq ans, dont 62 au suffrage universel par le biais du scrutin majoritaire plurinominal dans 20 circonscriptions électorales de trois sièges chacune, auxquelles s'ajoute une circonscription binominale correspondant à l'île Rodrigues.
Les électeurs disposent d'autant de voix que de sièges à pourvoir dans leurs circonscription, et les répartissent à raison d'une seule voix par candidat, ceux arrivés en tête étant déclarés élus. Les électeurs votant le plus souvent pour les candidats proposés par un même parti, le résultat est à forte tendance majoritaire, s'apparentant à un vote au scrutin uninominal majoritaire à un tour.
À ce total s'ajoutent enfin jusqu'à huit députés additionnels nommés par la commission électorale. Celle-ci les choisit à partir des candidats dits « meilleurs perdants » ayant obtenu les meilleurs résultats parmi les candidats n'ayant pas réussi à se faire élire. Ces nominations se font dans l'objectif de corriger un éventuel manque de représentativité des différents groupes ethniques du pays, tout en conservant l'avance du parti arrivé en tête,.

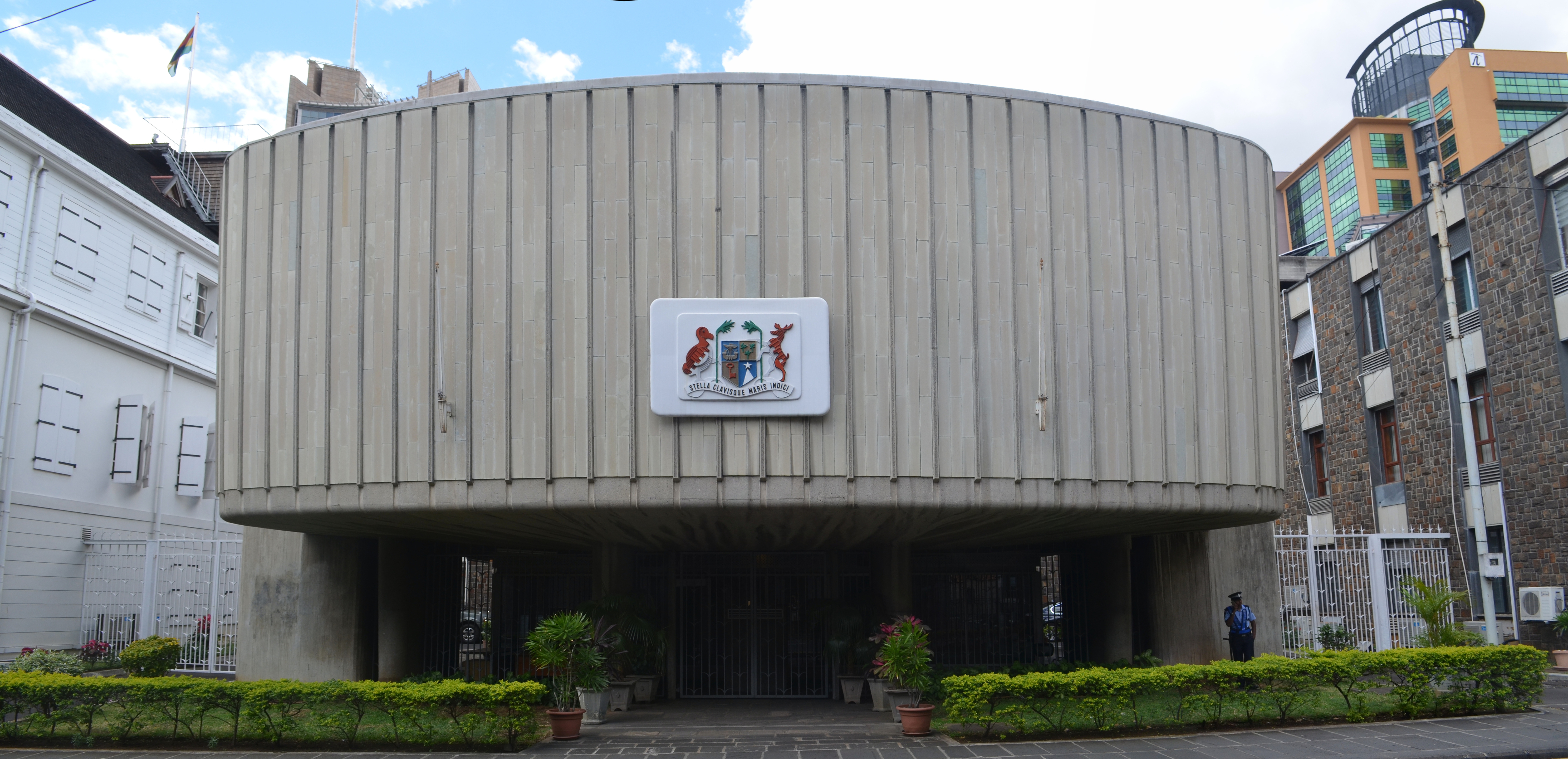
Fronton de l'Assemblée nationale à Port Louis.

La population est pour cela divisée selon un système appelé « communalisme » en quatre communautés sur la base du recensement de 1972 : les Hindous, les Musulmans, les Sino-Mauriciens et la population dite Générale. Ce dernier groupe est composé de la majorité de la population créole d'origine africaine et française et réunit, selon la Constitution, tout électeur qui « par son mode de vie » ne peut être considéré comme appartenant à l'une des trois communautés précédentes. Tous les candidats doivent obligatoirement se déclarer membre de l'une de ces quatre communautés lors de l'inscription de leur candidature. Cette dernière a lieu sur la base d'une déclaration personnelle, mais n'importe quel électeur peut la remettre en cause auprès de la Cour suprême s'il l'estime faussement établie.
Après que les 62 sièges au scrutin direct ont été répartis, les huit « meilleurs perdants » le sont à leur tour, selon une clé de répartition en deux temps reposant sur la méthode d'Hondt. Le quota de cette dernière est calculé en divisant la part de population de chaque communauté établie lors du recensement de 1972 par le nombre de sièges déjà remporté par des candidats s'étant déclarés y appartenir, plus un. La communauté ayant le quota le plus élevé reçoit un siège, attribué à celui de ses candidats n'ayant pas été élu mais ayant recueilli le plus de suffrages. Les quotas sont recalculés en incluant ce dernier, et le siège suivant est réparti.
Les quatre premiers sièges sont ainsi répartis sans prendre en compte l'appartenance politique des « meilleurs perdants » — hormis l'exclusion des candidats indépendants — afin de favoriser la représentativité des différentes communautés. Les quatre sièges restants sont répartis selon la même méthode, mais distribués aux « meilleurs perdants » du parti ayant remporté le plus de sièges au scrutin direct, afin que cet avantage donné aux minorités ne fasse pas pour autant perdre au parti vainqueur des élections son avance sur les autres formations politique, ni éventuellement sa majorité absolue à la chambre. Le parti en question reçoit ainsi au moins autant de sièges que n'en ont été attribués à d'autres partis que lui-même lors de l'attribution des quatre premiers « meilleurs perdants ». Si le parti vainqueur s'est déjà vu attribuer des sièges parmi les quatre premiers, un nombre égal de sièges reste à pourvoir. L'un d'entre eux peut alors être attribué au parti suivant ayant recueilli le plus de suffrages s'il n'a pas encore reçu de « meilleurs perdants », puis au parti suivant si besoin, et ainsi de suite. La répartition de la seconde partie des « meilleurs perdants » n'a cependant lieu qu'en faveur de candidats de partis ayant obtenu au moins un siège au scrutin direct. Il peut par conséquent ne pas y avoir de parti susceptible de recevoir un de ces sièges, s'il ne reste à aucun parti un candidat non-élu de la communauté devant être favorisée. Le nombre de sièges peut donc varier d'un scrutin à l'autre. Le jour du scrutin est par ailleurs déclaré férié.

## Forces en présence
| Parti | Parti                                   | Idéologie                                                    | Dirigeant           | Résultats en 2014 |
| ----- | --------------------------------------- | ------------------------------------------------------------ | ------------------- | ----------------- |
|       | Mouvement socialiste militant (MSM)     | Centre gauche Socialisme démocratique, social-démocratie     | Pravind Jugnauth    | 37 députés        |
|       | Muvman Liberater (ML)                   | Gauche Socialisme démocratique                               | Ivan Collendavelloo | 7 députés         |
|       | Parti travailliste mauricien (PTr)      | Centre gauche Social-démocratie, socialisme démocratique     | Navin Ramgoolam     | 4 députés         |
|       | Parti Mauricien Social Démocrate (PMSD) | Centre droit à droite Conservatisme, francophilie            | Xavier-Luc Duval    | 7 députés         |
|       | Mouvement militant mauricien (MMM)      | Gauche Socialisme démocratique, social-démocratie, humanisme | Paul Bérenger       | 12 députés        |
|       | Organisation du peuple rodriguais (OPR) | Gauche Autonomisme, défense des intérêts de l'île Rodrigues  | Serge Clair         | 2 députés         |

## Campagne

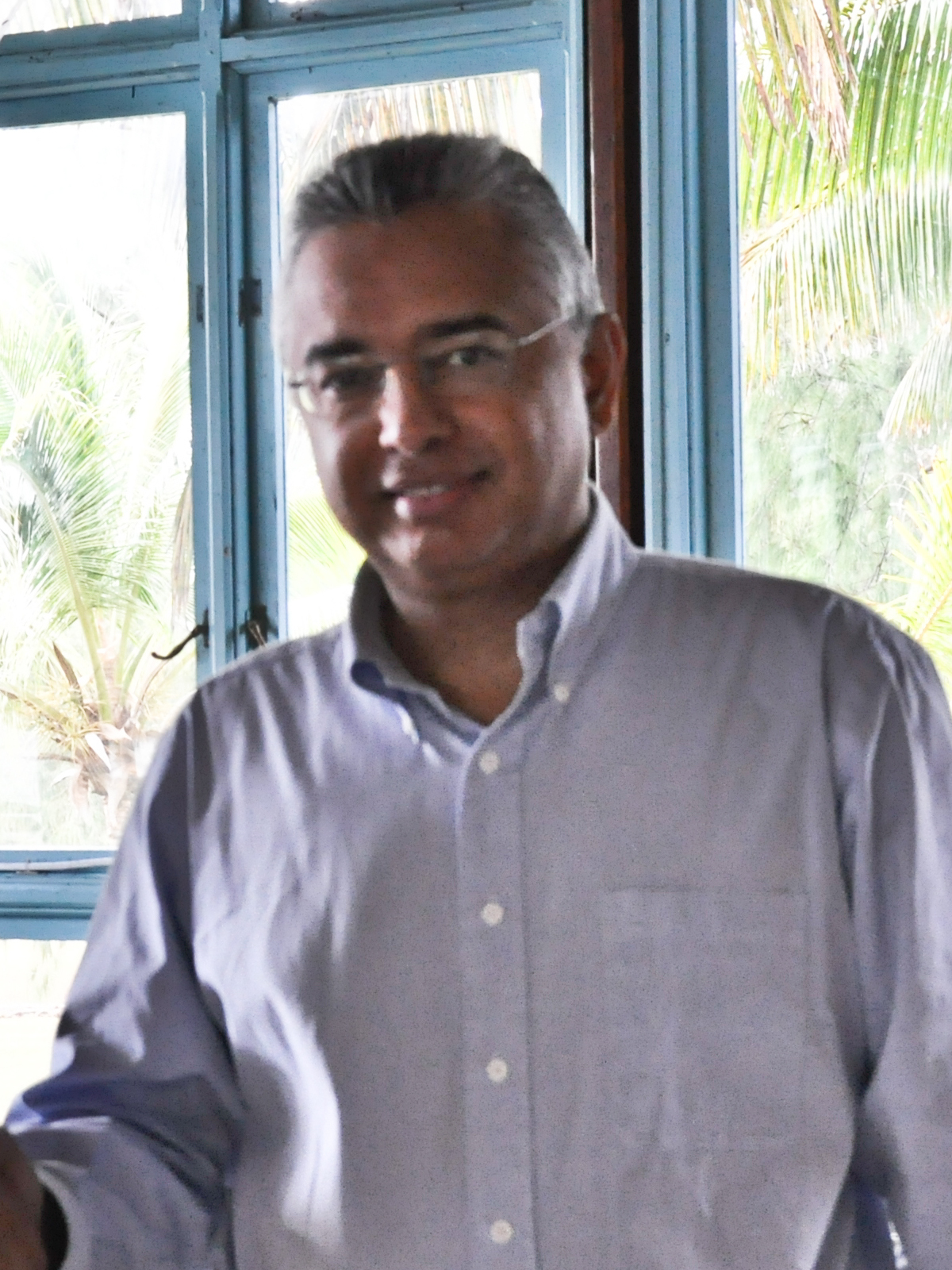
Pravind Jugnauth.

La période de campagne électorale couvre les cinq semaines précédant le scrutin. Bien qu'intense en meeting électoraux, elle se déroule dans le calme et l'absence de violence, malgré quelques attaques personnelles entre candidats sur les réseaux sociaux. La campagne porte sur les thèmes de la croissance économique, la dette, l'aide aux personnes âgées, les infrastructures et le tourisme. De nombreux rassemblements sont organisés par les principales formations, leurs participants se couvrant de leurs couleurs : orange pour le MSM, violet pour le MMM, ainsi que rouge et bleu pour le PTr et le PMSD, en coalition. Le scrutin, dont le résultat est jugé incertain entre les trois principales formations en lice, connaît un nombre record de candidatures avec 817 candidats dont 148 femmes,.
Le Premier ministre sortant Pravind Jugnauth met en avant son bilan économique. Avec une croissance de 3,7 % en 2018, l'économie mauricienne où prédominait la production sucrière est ainsi parvenue à se diversifier du fait du dynamisme des secteurs du tourisme, des banques et du bâtiment. L'île a été retirée de la liste grise des pays considérés comme des paradis fiscaux par l'Union européenne peu avant les élections, et figure au 13e rang africain de l'indice de la facilité de faire des affaires. Les infrastructures ont par ailleurs bénéficié d'une importante modernisation sous le gouvernement sortant, symbolisée par la construction d'un métro léger dont la mise en service est prévue pour décembre 2019. Jugnauth fait également campagne sur ses mesures d'ordre social : mise en place d'un salaire minimum de 8 140 roupies par mois (environ 200 euros), revalorisation de la pension vieillesse et réforme du Code du travail favorable aux employés. Le Premier ministre affirme ainsi avoir « fait en deux ans et demi ce que le précédent gouvernement dirigé par Navin Ramgoolam n'avait pas fait entre 2005 et 2014 ».

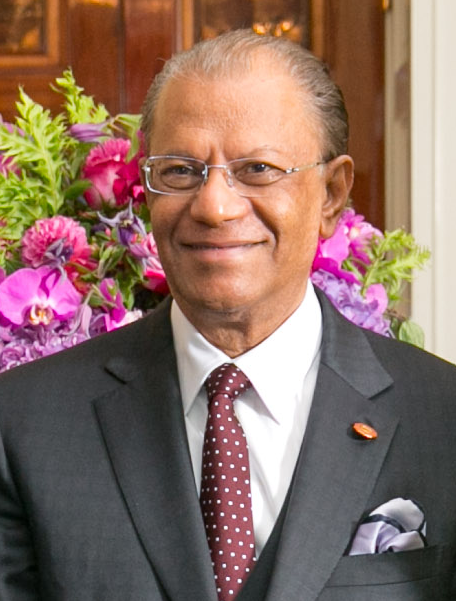
Navin Ramgoolam.

Pravind Jugnauth est cependant handicapé par les circonstances de son accession au pouvoir et les nombreuses affaires ayant entaché son mandat. L'opposition réitère sa dénonciation du caractère monarchique de la passation de pouvoir de son père en sa faveur, qui avait à l’époque provoqué une vive polémique et des appels en vain à des élections anticipées. Le dirigeant du Parti travailliste mauricien, Navin Ramgoolam — Premier ministre de 1995 à 2000 puis de 2005 à 2014 et fils de Seewoosagur Ramgoolam, lui même Premier ministre de 1968 à 1985 —, déclare ainsi vouloir « libérer le pays de l'emprise du clan Jugnauth » et « barrer la route à la corruption, au népotisme, à la perversion de nos institutions et au détournement des fonds publics ». Paul Bérenger, du Mouvement militant mauricien (MMM), se montre tout aussi sévère à l'égard de ce qu'il qualifie de « piège dynastique de papa-piti » (de père en fils) parsemé de scandales de toutes sortes,. Le mandat du Premier ministre a ainsi été marqué par de nombreuses affaires de corruptions ayant conduit à la mise en cause de plusieurs ministres ainsi que de la présidente Ameenah Gurib-Fakim, poussée à la démission en mars 2018,.
Si les trois formations s'opposent sur ces thèmes, leurs programmes diffèrent peu d'un point de vue économique. Toutes trois positionnées sur une ligne social-démocrate, avec un État jouant un rôle de facilitateur du développement économique dans un cadre ancré dans le libéralisme. Leurs programmes se rejoignent également sur des promesses d'approfondissement de la démocratie, de la justice, de la lutte contre la corruption et de celle contre le trafic de drogue, chacun des camps politiques affirmant néanmoins être le mieux à même de gérer ces questions.
Le système communaliste fait notamment l'objet d'une polémique au cours de la campagne. Plusieurs candidats dont ceux du parti Rezistans ek Alternativ, opposé au système, entreprennent d'utiliser le droit récemment acquis en 2014 de se présenter en tant que « Mauriciens », sans classification ethnique, bien que cette action les rende inéligibles à l'obtention d'un siège de « meilleurs perdants ». La commission électorale rejette cependant les candidatures de ces vingt-six postulants en leur intimant d'y indiquer leur communauté d'origine. Pravind Jugnauth est accusé d'être derrière cette décision, contre laquelle les postulants saisissent la Cour suprême. Le 26 octobre, la Cour suprême juge inconstitutionnelle les candidatures en tant que « Mauricien », la Constitution ne mentionnant que les quatre communautés du système communaliste.
Contrairement au scrutin précédent et pour la première fois depuis 1976, trois formations dominent la campagne au lieu de deux. Le Mouvement militant mauricien dirigé par Paul Bérenger, ancien Premier ministre entre 2003 et 2005 et ancien allié de Navin Ramgoolam, se présente en effet seul. La division potentielle des suffrages est telle qu'un parlement minoritaire est jugé possible, ce qui obligerait les différents partis à former un gouvernement de coalition,. L'absence de bipolarité des législatives les fait comparer avec les élections de 1976, les premières du pays depuis l'indépendance, qui avaient vu les partis arrivés en seconde et troisième position former une coalition, faute d'une majorité absolue du Mouvement Militant Mauricien, pourtant arrivé en tête. Le scrutin de 2019 est jugé susceptible d'y mettre fin, ainsi qu'à la prédominance des deux principales familles politiques du pays. Hormis une brève parenthèse de 2003 à 2005, le poste de Premier ministre a toujours été occupé par un membre de la communauté hindoue appartenant aux familles Jugnauth ou Ramgoolam.

## Incidents
Bien que les élections aient lieu dans le calme, le jour du vote est marqué par un nombre inhabituel d'incidents liés à des personnes n'ayant pas pu voter, leurs noms ne figurant pas sur les listes électorales. L'opposant Navin Ramgoolam s'en inquiète publiquement, jugeant leur nombre anormalement élevé. Selon la commission électorale, le nombre d'électeurs concernés s'élève à 6 813, et serait dû à des oublis d'inscription sur les listes. La participation finale s'élève selon les résultats préliminaires à 76,84 %, en légère hausse par rapport au scrutin précédent.

## Résultats
Chaque électeur disposant de plusieurs voix, le total de ces dernières est largement supérieur au nombre de bulletins de vote valablement exprimés.
| Diagramme de la composition de l'assemblée à l'issue des élections. |                                   |                                   |           |       |        |        |               |               |  |
| Parti                                                               | Parti                             | Parti                             | Voix      | %     | Sièges | Sièges | Sièges        | Sièges        |  |
| Parti                                                               | Parti                             | Parti                             | Voix      | %     | Élus   | N      | Total         | +/-           |  |
|                                                                     |                                   | Mouvement socialiste militant     | 805 036   | 37,68 | 34     | 3      | 37            | en stagnation |  |
|                                                                     | Muvman Liberater                  | 2                                 | 805 036   | 37,68 | 0      | 2      | 5             |               |  |
|                                                                     | Mouvement Alan Ganoo              | 1                                 | 805 036   | 37,68 | 1      | 2      | 2             |               |  |
|                                                                     | Plateforme militante              | 1                                 | 805 036   | 37,68 | 0      | 1      | 1             |               |  |
| Alliance morisien                                                   | Alliance morisien                 | 38                                | 805 036   | 37,68 | 4      | 42     | 2             |               |  |
|                                                                     |                                   | Parti travailliste mauricien      | 710 782   | 33,27 | 11     | 2      | 13            | 9             |  |
|                                                                     | Parti mauricien social démocrate  | 3                                 | 710 782   | 33,27 | 1      | 4      | 3             |               |  |
|                                                                     | Mouvement Jean Claude Barbier     | 0                                 | 710 782   | 33,27 | 0      | 0      | en stagnation |               |  |
| Alliance nationale                                                  | Alliance nationale                | 14                                | 710 782   | 33,27 | 3      | 17     | 6             |               |  |
|                                                                     | Mouvement militant mauricien      | Mouvement militant mauricien      | 439 402   | 20,57 | 8      | 1      | 9             | 3             |  |
|                                                                     | Parti réformiste                  | Parti réformiste                  | 30 350    | 1,42  | 0      | 0      | 0             | en stagnation |  |
|                                                                     | Organisation du peuple rodriguais | Organisation du peuple rodriguais | 20 777    | 0,97  | 2      | 0      | 2             | en stagnation |  |
|                                                                     | Parti kreol morisien              | Parti kreol morisien              | 19 302    | 0,90  | 0      | 0      | 0             | en stagnation |  |
|                                                                     | 100 % Citoyens                    | 100 % Citoyens                    | 19 199    | 0,90  | 0      | 0      | 0             | en stagnation |  |
|                                                                     | Front Solidarité mauricien        | Front Solidarité mauricien        | 12 898    | 0,60  | 0      | 0      | 0             | en stagnation |  |
|                                                                     | Autres partis                     | Autres partis                     | 46 155    | 2,16  | 0      | 0      | 0             | en stagnation |  |
|                                                                     | Indépendants                      | Indépendants                      | 32 512    | 1,52  | 0      | 0      | 0             | en stagnation |  |
| Total des voix                                                      | Total des voix                    | Total des voix                    | 2 136 413 | 100   |        |        |               |               |  |
|                                                                     |                                   |                                   |           |       |        |        |               |               |  |
| Suffrages exprimés                                                  | Suffrages exprimés                | Suffrages exprimés                | 718 398   | 99,06 |        |        |               |               |  |
| Votes blancs et invalides                                           | Votes blancs et invalides         | Votes blancs et invalides         | 6 838     | 0,94  |        |        |               |               |  |
| Total                                                               | Total                             | Total                             | 725 236   | 100   | 62     | 8      | 70            | 1             |  |
| Abstentions                                                         | Abstentions                       | Abstentions                       | 216 483   | 22,98 |        |        |               |               |  |
| Inscrits / participation                                            | Inscrits / participation          | Inscrits / participation          | 941 719   | 77,01 |        |        |               |               |  |

## Analyse et conséquences

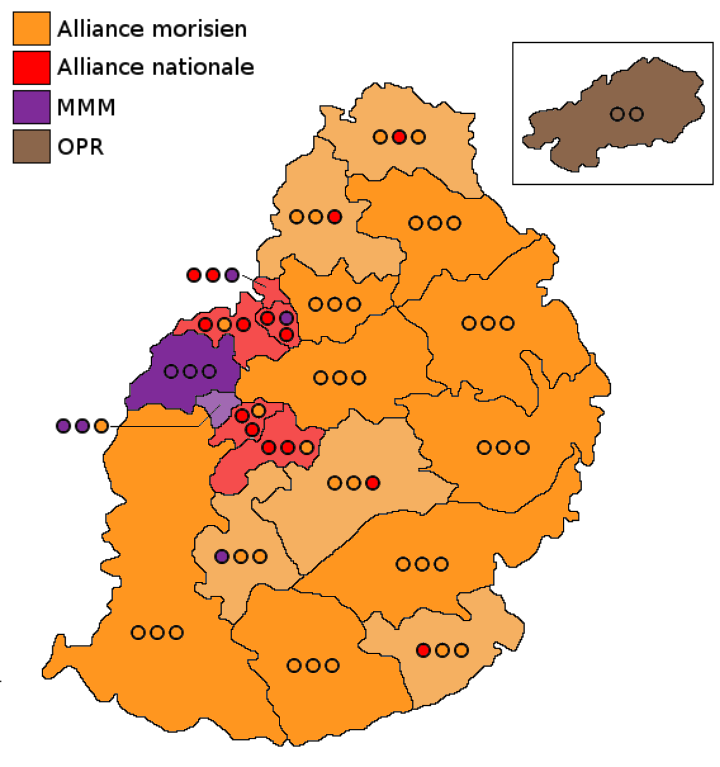
Sièges par parti et par circonscription au scrutin direct.

Malgré un recul de plusieurs sièges, l'Alliance morisien du Premier ministre Jugnauth parvient à conserver la majorité absolue avec 38 sièges sur les 62 pourvus au scrutin direct. Une double victoire qui lui permet non seulement de se maintenir au gouvernement mais également d'acquérir la légitimité populaire qui lui faisait jusqu'à présent défaut. Le Premier ministre sortant annonce ainsi avoir « reçu un mandat clair et net » devant une foule de ses partisans en liesse au lendemain du scrutin,.
Les deux principaux chefs de l'opposition concèdent leur défaite dans la journée du 8 novembre, Paul Bérenger appelant notamment à respecter les résultats « sans amertume ».
Le 9 novembre, la commission électorale attribue les sièges des meilleurs perdants, à raison de quatre sièges pour l'Alliance morisien, trois pour l'Alliance nationale et un pour le MMM, en faveur principalement de candidats musulmans et de la « population générale ». Les résultats du scrutin permettent également aux députés de l'Alliance morisien de choisir un successeur à Barlen Vyapoory, Président de la République par intérim. L'élection présidentielle au scrutin indirect, organisée le 2 décembre 2019, voit la victoire à l'unanimité du candidat de l'Alliance morisien Prithvirajsing Roopun, qui prête serment le jour même,.